# Aimalae
Aimalae (Aimalai), auch Duaderoc Tasi (deutsch „Duaderoc am Meer“, obwohl der Ort drei Kilometer von der Sawusee entfernt liegt), ist ein osttimoresischer Ort im Suco Leolima (Verwaltungsamt Balibo, Gemeinde Bobonaro). Er liegt in einer Meereshöhe von 15 m im Nordwesten der Aldeia Duaderoc. Das Dorf dehnt sich entlang der Überlandstraße von Batugade zur Landeshauptstadt Dili aus. Nordöstlich befindet sich der Nachbarort Megir, südlich im Suco Sanirin das Dorf Subaleco. Bis 2015 gehörten Aimalae und Megir noch zum Suco Sanirin. Südwestlich liegt der Berg Foho Mataribig (285 m, 08° 53′ S, 125° 03′ O).
In Aimalae befindet sich eine Kapelle.